# 1959年の音楽
1959年の音楽（1959ねんのおんがく）では、1959年（昭和34年）の世界の音楽について記述する。

## 出来事
- 水原弘の「黒い花びら」がヒット。
- 2月3日 - バディ・ホリー、リッチー・ヴァレンス、ビッグ・ポッパー（英語版）が飛行機事故のため死亡（音楽が死んだ日）.[1]。ウェイロン・ジェニングスは事故機に搭乗予定だったが、ビッグ・ポッパーに席を譲ったため、助かっている。
- ベリー・ゴーディがタムラ・レコード（のちのモータウン）を設立した[注 1]。
- 12月31日 - 第10回NHK紅白歌合戦
  - トップバッター - 荒井恵子(紅)、曾根史郎(白)
  - トリ - 美空ひばり(紅)、春日八郎(白)

## 洋楽シングル
| - フィル・フィリップス 「シー・オブ・ラブ」 - フランキー・フォード 「シー・クルーズ」 - レイ・チャールズ 「ホワッド・アイ・セイ」 - エルヴィス・プレスリー 「フール・サッチ・アズ・アイ / アイ・ニード・ユア・ラブ・トゥナイト」 - サム・クック 「オンリー・シックスティーン」 - チャック・ベリー 「メンフィス・テネシー」 - ロイド・プライス 「パーソナリティー」「スタッガリー」 - プラターズ 「煙が目にしみる」 - フリートウッズ 「カム・ソフトリー・トゥ・ミー」「ミスター・ブルー」 - ジョニー・マティス 「ミスティ」 - ラリー・ウィリアムズ 「バッド・ボーイ」 - バレット・ストロング 「マネー」 - エヴァリー・ブラザーズ 「メアリーへのメッセージ」「キッスをするまで」 - ディオン&ザ・ベルモンツ 「恋のティーンエイジャー」 - ボビー・ダーリン 「マック・ザ・ナイフ」「ビヨンド・ザ・シー」 - フランキー・アヴァロン 「ヴィーナス」 - コニー・フランシス 「カラーに口紅」 - エディ・コクラン 「サムシン・エルス」 | - リッキー・ネルソン 「イッツ・レイト」 - ザ・コースターズ 「ポイズン・アイヴィー」 - バディ・ホリー 「イット・ダズント・マター・エニモア / レイニング・イン・マイ・ハート」 - アイズレー・ブラザーズ 「シャウト」 - ポール・アンカ 「あなたの肩に頬うめて」 - ウィルバート・ハリスン 「カンサス・シティ」 - ジョニー・ホートン 「ニューオーリンズの戦い」 - デュアン・エディ 「ピーター・ガン」 - ジョニー・プレストン 「ランニング・ベア」 - デイヴ・ベイビー・コルテス 「ハッピー・オルガン」 - レイ・ピーターソン 「ワンダー・オブ・ユー」 - マーティ・ロビンス 「エル・パソ」 - マーク・ダイニング 「ティーン・エンジェル」 |

## 洋楽アルバム
- チャック・ベリー – Chuck Berry Is on Top
- デイヴ・ブルーベック – タイム・アウト
- チェット・ベイカー – チェット
- チェット・ベイカー – Chet Baker in Milan
- チェット・ベイカー – Chet Baker Plays the Best of Lerner & Loewe
- オーネット・コールマン – ジャズ来たるべきもの
- オーネット・コールマン – Tomorrow Is the Question!
- ジョン・コルトレーン – ザ・キャッツ
- マイルス・デイヴィス – カインド・オブ・ブルー
- ジョニー・キャッシュ – Songs of our Soil

## 邦楽シングル
| - 井上ひろし「地下鉄は今日も終電車」 - 大津美子「空へ帰る人」 - 春日八郎「足摺岬」「あれから十年たったかなァ」「山の吊橋」 - 小林旭「ギターを持った渡り鳥」「銀座旋風児」 - こまどり姉妹「浅草姉妹」「三味線姉妹」 - 島倉千代子「哀愁のからまつ林」 - スリー・キャッツ「黄色いさくらんぼ」 - 中島そのみ「フラ・フープ・ソング」 - ザ・ピーナッツ「可愛い花」「情熱の花」「心の窓にともし灯を」 - 平尾昌章「ロック「おてもやん」」「浮かれ祭り」 - フランク永井「夜霧に消えたチャコ」 - フランク永井と松尾和子「東京ナイト・クラブ」 | - ペギー葉山「南国土佐を後にして」「爪」 - 松尾和子、和田弘とマヒナスターズ「誰よりも君を愛す」 - 松山恵子「お別れ公衆電話」 - 水原弘「黒い花びら」 - 美空ひばり「大川ながし」 - 三波春夫「大利根無情」「忠太郎月夜」「鴛鴦道中」「沓掛時次郎」 - 三橋美智也「古城」 - 村田英雄「人生劇場」 - 守屋浩「僕は泣いちっち」 - 守屋浩･堀威夫とスウィング・ウエスト「檻の中の野郎たち」 - 和田弘とマヒナスターズ「夜霧の空の終着港」「泣けるうちゃいいさ」 |

## 主な音楽賞
| 賞                                      | 受賞作・受賞者 |
| --------------------------------------- | --- |
| 第14回芸術祭賞                          | - 芸術祭賞(音楽部門) - 日本放送協会「音楽詩劇「オンディーヌ」」 - 今藤長十郎/松原奏風「毎日放送邦楽小曲集「しづかな流」作曲」 - 奨励賞(音楽部門) - 株式会社ニッポン放送「浄瑠璃「鳴弦鹿踊」作詞・作曲・演奏」 - 日本放送協会「長唄「日月星」」 - 東京混声合唱団「合唱の歴史連続演奏会」 - 巖本真理ほか演奏者一同「ベートーヴェンの作品による室内楽の夕」 - 小山清茂「文化放送 交響組曲「三つの能面」作曲」 - 豊竹小仙/豊沢猿幸「義太夫「小仙を聞く会」演奏」 - 富山清琴「富山清琴地唄箏曲演奏会」演奏 - 北原篁山/菊地梯子/土橋明子/後藤すみ子「邦楽四人の会」演奏 |
| 第9回サンレモ音楽祭                     | - 大賞 - ドメニコ・モドゥーニョとジョニー・ドレルリ -「Piove」 |
| 第4回ユーロビジョン・ソング・コンテスト | - 優勝者 - テディ・ショルテン「Een beetje」 |
| 第1回日本レコード大賞                   | - 大賞 - 水原弘「黒い花びら」 - 歌唱賞 - フランク永井「夜霧に消えたチャコ」 - 作曲賞 - 渡久地政信（フランク永井「夜霧に消えたチャコ」） - 作詩賞 - サトウハチロー（島倉千代子「フルート」） - 童謡賞 - 石井亀次郎とキングホウズキ会「やさしい和尚さん」 |
| 第1回グラミー賞                         | - 最優秀レコード賞 - ドメニコ・モドゥーニョ「ボラーレ」 - 最優秀アルバム賞 - ヘンリー・マンシーニ「ピーター・ガン」 - 最優秀楽曲賞 - ドメニコ・モドゥーニョ「ボラーレ」 |

## デビュー
- 4月 - ザ・ピーナッツ／可愛い花
- 6月 - 坂本九／題名のない唄だけど[2]…ダニー飯田とパラダイス・キングの1員
- 7月 - 水原弘／黒い花びら
- 7月 - 松尾和子／グッド・ナイト
- 7月 - 守屋浩／檻の中の野郎たち
- 9月 - ダニー飯田とパラダイス・キング／ジューク・ボックスで逢いましょう
- 10月 - こまどり姉妹／浅草姉妹
- 11月 - 井上ひろし／雨は泣いている

## 誕生
出身地または国籍が日本である人物の国名表記は省略。
- 1月11日 - 須貝幸生（東京都、ベーシスト・作曲家・アレンジャー）
- 1月12日 - ブリクサ・バーゲルト（、ミュージシャン）
- 1月13日 - 太川陽介（京都府、俳優、タレント、元歌手）
- 1月16日 - 池上季実子（、女優・元歌手）
- 1月17日 - スザンナ・ホフス（、歌手、バングルス）
- 1月17日 - 山口百恵（東京都、元歌手・女優）
- 1月21日 - 京本政樹（大阪府、俳優・シンガーソングライター）
- 1月25日 - キム・ヨンジャ（、演歌歌手）
- 1月26日 - HARRY（東京都、歌手、THE STREET SLIDERS）
- 1月26日 - 穴井仁吉（福岡県、ベーシスト、ザ・ロッカーズ/元ルースターズ/元THE WILLARD/MOSQUITO SPIRAL/MOTO-PSYCHO R&R SERVICE）
- 1月26日 - 山下久美子（大分県、歌手）
- 2月3日 - 小西康陽（北海道、ミュージシャン、元ピチカート・ファイヴ）
- 2月12日 - 岡田奈々（岐阜県、女優・元歌手）
- 2月14日 - 山田直毅（ミュージシャン・音楽プロデューサー）
- 2月21日 - 芳垣安洋（兵庫県、ドラマー、元モダンチョキチョキズ/渋さ知らズ/ROVO/大友良英ニュー・ジャズ・クインテット/元dCprG）
- 2月27日 - 芳垣安洋（東京都、ドラマー、カシオペア/元シャンバラ/ジンサク/Synchronized DNA/ISSEI NORO INSPIRITS/ピラミッド）
- 3月9日 - ACE（兵庫県、ギタリスト、元聖飢魔II/face to ace）
- 3月11日 - JAMES（ベーシスト、THE STREET SLIDERS）
- 3月18日 - アイリーン・キャラ（、シンガーソングライター）
- 3月21日 - 植松伸夫（高知県、ゲーム作曲家）
- 3月25日 - 嘉門タツオ（大阪府、シンガーソングライター）
- 3月27日 - 今川勉（秋田県、ドラマー、ECHOES、+2020年・60歳没）
- 4月8日 - 橋本潤（兵庫県、ベーシスト、横道坊主、+2014年・55歳没）
- 4月10日 - 高原兄（富山県、歌手、元アラジン）
- 4月10日 - ブライアン・セッツァー（、シンガーソングライター、ブライアン・セッツァー・オーケストラ、元ストレイ・キャッツ）
- 4月11日 - 秋山勝彦（ミュージシャン、元P-MODEL）
- 4月21日 - 畑中葉子（東京都、歌手・女優）
- 4月25日 - 坂口良治（福岡県、ドラマー、米米CLUB）
- 4月27日 - ルイ・ロルティ（、ピアニスト）
- 5月2日 - 関口誠人（東京都、シンガーソングライター、元C-C-B）
- 5月3日 - 小山実稚恵（宮城県、ピアニスト）
- 5月4日 - 伊藤栄悟（愛知県、歌手、元ギャングス）
- 5月8日 - 榊原郁恵（神奈川県、タレント・女優・歌手）
- 5月16日 - 伊藤一義（神奈川県、ュージシャン、元渚のオールスターズ）
- 5月30日 - 前野知常（東京都、作曲家）
- 6月2日 - 倉本美津留（広島県、放送作家・作詞家・脚本家）
- 6月7日 - 小林武史（山形県、音楽プロデューサー、元My Little Lover/Bank Band/Reborn-Art Session/元BRADBERRY ORCHESTRA）
- 6月12日 - 篠原敬介（東京都、作曲家・指揮者）
- 6月24日 - エフゲーニ・ザラフィアンツ（、ピアニスト）
- 6月26日 - デニス・ガン（、ミュージシャン、元ヤプーズ）
- 6月29日 - 引田天功 (2代目)（新潟県、イリュージョニスト・元歌手）
- 7月8日 - 西田昌史（福岡県、歌手、EARTHSHAKER/西寺実）
- 7月10日 - 和佐田達彦（京都府、ベーシスト、元Tops/元爆風スランプ/X.Y.Z.→A）
- 7月11日 - 藤井徹貫（山口県、音楽ライター・小説家）
- 7月11日 - 古澤巌（神奈川県、ヴァイオリニスト）
- 7月11日 - リッチー・サンボラ（、ギタリスト、ボン・ジョヴィ）
- 7月12日 - 片平なぎさ（東京都、女優・タレント・元歌手）
- 7月13日 - ファンキー末吉（香川県、ドラマー、元爆風スランプ/元クリスタルキング）
- 7月16日 - 古手川祐子（大分県、女優・元歌手）
- 7月17日 - 杉山清貴（神奈川県、歌手、元杉山清貴&オメガトライブ）
- 7月19日 - 田辺モット（京都府、ベーシスト、元THE TRIPLE X/元スピニッヂ・パワー）
- 7月22日 - 森公美子（宮城県、オペラ歌手・タレント・女優）
- 7月26日 - 寺田正美（埼玉県、ドラマー、スターダストレビュー）
- 8月1日 - 大友良英（神奈川県、ギタリスト・作曲家、元Ground Zero/大友良英ニュー・ジャズ・クインテット）
- 8月1日 - ジョー・エリオット（、シンガーソングライター、デフ・レパード）
- 8月4日 - ロビン・クロスビー（、ギタリスト、元RATT +2002年・42歳没）
- 8月10日 - 得能律郎（東京都、ミュージシャン、米米CLUB）
- 8月17日 - 長保有紀（大阪府、演歌歌手）
- 8月18日 - 川上伸也（歌手、チキンガーリックステーキ）
- 8月21日 - 新居昭乃（東京都、シンガーソングライター）
- 8月22日 - 何ン田研二（東京都、歌手・ものまねタレント）
- 8月26日 - 直枝政広（東京都、歌手、カーネーション）
- 8月31日 - 景山誠治（大阪府、ヴァイオリニスト）
- 9月1日 - 大堀薫（北海道、ミュージシャン、元BLUEW）
- 9月2日 - 日山正明（ドラマー、元カシオペア）
- 9月8日 - 島津冴子（神奈川県、声優・元歌手）
- 9月9日 - エリック・セラ（、作曲家）
- 9月9日 - JOJO広重（京都府、ミュージシャン、非常階段）
- 9月18日 - 石原愼一郎（大阪府、ギタリスト、EARTHSHAKER）
- 9月20日 - 石川ひとみ（愛知県、歌手・タレント）
- 9月22日 - 石井竜也（茨城県、歌手、米米CLUB）
- 9月24日 - 真行寺君枝（東京都、女優・元歌手）
- 9月28日 - 小西博之（和歌山県、俳優・タレント・元歌手）
- 10月1日 - ユッスー・ンドゥール（、歌手）
- 10月4日 - 辻仁成（東京都、作家・ミュージシャン、元ECHOES/ZAMZA）
- 10月12日 - 東儀秀樹（東京都、雅楽演奏家）
- 10月12日 - いまみちともたか（東京都、ギタリスト、BARBEE BOYS）
- 10月13日 - 津久井克行（東京都、歌手、class、+2009年・49歳没）
- 10月16日 - 林寛子（東京都、歌手・タレント、元女盛りゲザデレタ）
- 10月20日 - 川西幸一（広島県、ドラマー、UNICORN/元BLACK BORDERS）
- 10月21日 - 渡辺謙（新潟県、俳優・元歌手）
- 10月23日 - アル・ヤンコビック（、ミュージシャン）
- 11月4日 - 工藤義弘（奈良県、ドラマー、EARTHSHAKER）
- 11月8日 - ジェームス小野田（神奈川県、歌手、米米CLUB/J.O.PROJECT）
- 11月5日 - ブライアン・アダムス（、シンガーソングライター）
- 11月10日 - 原日出子（東京都、女優・元歌手）
- 11月11日 - 田中美佐子（島根県、女優・タレント・元歌手、元jelly beans）
- 11月12日 - 松本ちえこ（東京都、タレント・女優・元歌手、+2019年・60歳没）
- 11月27日 - ヴィクトリア・ムローヴァ（、ヴァイオリニスト）
- 11月28日 - 松原みき（大阪府、シンガーソングライター +2004年・44歳没）
- 11月30日 - 椎野恭一（神奈川県、ドラマー、元PaPa/元AJICO/元JUDE）
- 12月1日 - スティーヴ・ジャンセン（、ドラマー、元JAPAN）
- 12月5日 - 鳥山雄司（神奈川県、ギタリスト、ピラミッド）
- 12月6日 - 吉良知彦（愛知県、ミュージシャン、ZABADAK、+2014年・56歳没）
- 12月10日 - 高橋教之（埼玉県、ベーシスト、レベッカ）
- 12月13日 - 三谷泰弘（東京都、シンガーソングライター、元スターダストレビュー）
- 12月17日 - 河越重義（東京都、作曲家・編曲家）
- 12月19日 - スティーヴン・イッサーリス（、チェロ奏者）
- 12月25日 - ジョン・キムラ・パーカー（、ピアニスト）
- 12月29日 - 岡崎律子（長崎県、シンガーソングライター、メロキュア、+2004年・44歳没）
- 月日不明 - タナカノリユキ（東京都、ミュージックビデオ監督）

## 死去
- 2月3日 - バディ・ホリー（、シンガーソングライター、*1936年）
- 5月9日 - 梁田貞、教育者・作曲家（* 1885年）
- 7月17日 - ビリー・ホリデイ、ジャズ歌手（* 1915年）
- 8月16日 - ワンダ・ランドフスカ、チェンバロ奏者・ピアニスト（* 1879年）
- 11月7日 - アルベルト・ゲレーロ、ピアニスト・作曲家（* 1886年）
- 11月26日 - アルバート・ケテルビー、作曲家（* 1875年）